# کازوهیکو چیبا
کازوهیکو چیبا (ژاپنی: 千葉 和彦؛ زادهٔ ۲۱ ژوئن ۱۹۸۵) یک بازیکن فوتبال اهل ژاپن است.

## تیم ملی
وی در تیم ملی فوتبال ژاپن بازی کرده است.